# Roxelane
Pour les articles homonymes, voir Roxelane (homonymie).
Titre
Haseki du sultan
juin 1534 – 15 avril 1558
La sultane Hürrem (en turc ottoman : خرّم سلطان), connue aussi sous le nom de Roxelane (v. 1500 – 15 avril 1558) fut l'épouse du sultan Soliman le Magnifique après en avoir été l'esclave.

## Biographie

### Origines
Si les sources du XVIe siècle sont muettes à ce sujet, la tradition chrétienne lui donne comme nom de naissance Anastasia ou Alexandra Lisovska née à Rohatyn en Galicie ; il pourrait cependant s'agir d'une réinterprétation littéraire d'écrivains ukrainiens du XIXe siècle. Stanisław Rzewuski (pl) (1806-1831), fils de l'explorateur Wenceslas Séverin Rzewuski, est un des premiers auteurs à la dire originaire de cette localité. Le poète Samuel Twardowski (en) qui fit partie d'une ambassade dans l'Empire ottoman au tournant des XVIe et XVIIe siècles rapporte avoir appris à la cour de Constantinople qu'Hürrem (« joyeuse, rieuse ») ou Khürrem était la fille d'un prêtre orthodoxe de Galicie, alors partie du royaume polonais. Les orthodoxes de Galicie sont de langue ukrainienne et étaient alors appelés Ruthènes ; parmi eux, on connaît des prénoms comme Anastasie, Alexandra, Oxana, Roxana ou Roxolana (par référence aux Roxolans, en raison du sarmatisme, alors à la mode en Pologne).

### Entrée au harem de SolimanIerle Magnifique
Roxelane aurait été capturée par des Tatars de Crimée lors d'un de leurs raids et vendue comme esclave, soit à Kefe en Crimée, soit à Constantinople. La date précise de son entrée au harem du sultan Soliman n'est pas connue mais se situe aux alentours de l'accession au trône du prince en septembre 1520 (il est possible qu'elle ait été un présent fait au souverain à cette occasion). En 1521 elle lui donne un premier fils, Mehmet. Elle devient rapidement la favorite (haseki) du sultan, qui délaisse ses autres concubines (dont Mahidevran, mère de son fils aîné Mustafa) et entretient avec Hürrem une relation privilégiée.

### Sultane sublime
Probablement vers juin 1534, elle devient la première épouse de Soliman, ce qui constitue une rupture avec la tradition ottomane ; ultérieurement, son caractère lui vaut aussi son affranchissement. Selon une anecdote répandue par des sources occidentales dès la seconde moitié du XVIe siècle, elle aurait obtenu le mariage après s'être convertie à l'islam, en se refusant à Soliman au motif qu'une musulmane ne pouvait avoir de relations avec un homme hors du mariage.

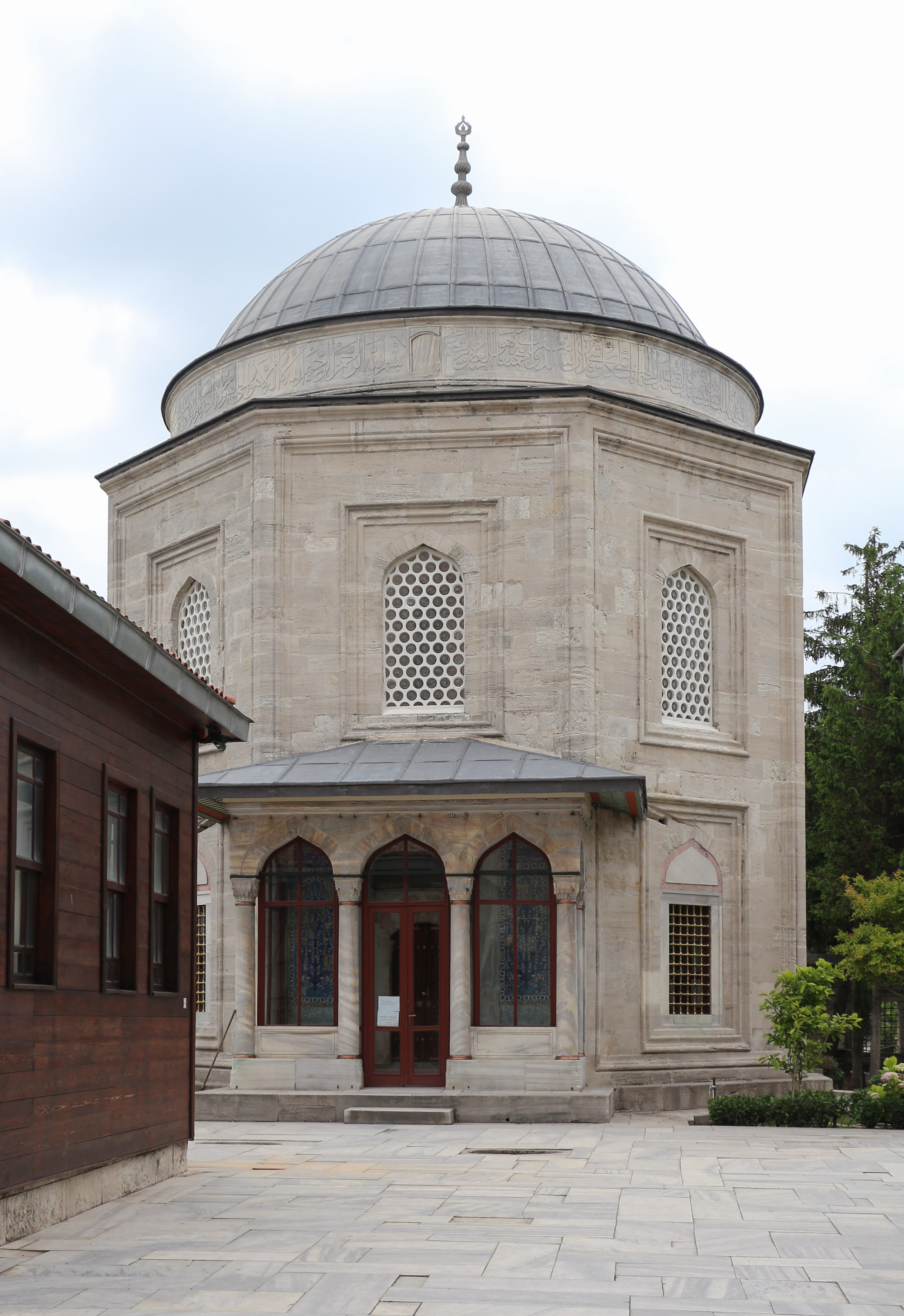
Mausolée de Roxelane, mosquée Süleymaniye, Istanbul.

Au cours des années 1530, elle quitte l'« ancien palais », résidence habituelle de la famille du sultan, et s'installe dans le « nouveau palais » (Topkapı) où elle se retrouve plus proche du Sultan.

## Influence politique

### Intrigues
Roxelane est parfois considérée comme ayant joué un rôle plus ou moins actif dans l'élimination de Pargali Ibrahim Pacha, un favori de Soliman, en 1536.
Le principal prétendant à la succession au trône était alors Sehzade Mustafa, fils aîné de Soliman (de Mahidevran). En 1553, une fausse lettre du prince héritier Mustafa au chah d’Iran lui demandant son aide pour renverser Soliman est interceptée. Mustafa se précipite chez son père pour se justifier, seul et sans arme. Soliman tue son fils le 6 octobre 1553, tout en le pleurant.

### Diplomate
Roxelane est aussi la conseillère de Soliman et semble avoir eu une influence considérable sur la politique étrangère de ce dernier. Deux de ses lettres au roi de Pologne Sigismond II Auguste ont ainsi été conservées, et, de son vivant, l'Empire ottoman conserve des relations généralement pacifiques avec cet État. Les ambassadeurs de l'Europe entière s'adressent à elle et lui font parvenir des cadeaux. Elle est en effet chargée de missions diplomatiques auprès des diplomates venus de pays chrétiens. Certains historiens pensent aussi qu'elle est intervenue auprès de son époux pour réduire la traite d'esclaves des Criméens.

### Mécène
À côté des affaires politiques, Roxelane finance un certain nombre de travaux, de La Mecque à Jérusalem, peut-être en s'inspirant du modèle des fondations caritatives créées par Zubaida, femme du calife Haroun ar-Rachid. Parmi ces premières fondations se trouvent une mosquée, deux écoles coraniques, une fontaine et un hôpital pour femmes à côté du marché aux femmes esclaves de Constantinople.

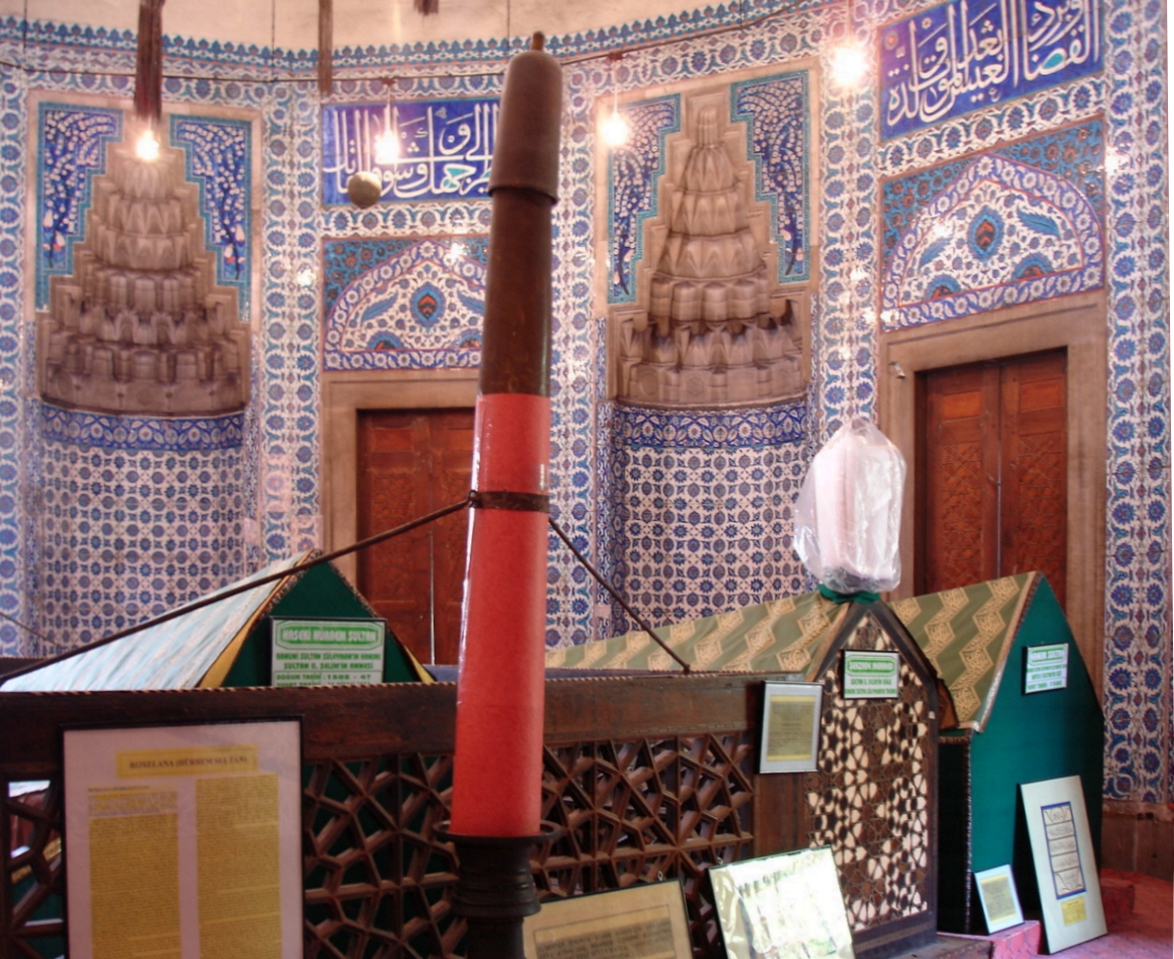
Intérieur du mausolée de Roxelane (et d'autres membres de la dynastie ottomane), mosquée Süleymaniye, Istanbul.

## Descendance
Roxelane a six enfants :
- Cinq fils :
  - le premier, Mehmet (1521-1543), mourut à 22 ans de maladie ;
  - le second, Abdullah (1523-1526), mourut à trois ans de maladie ;
  - Selim (1524-1574), le troisième, était d'un naturel plutôt doux, et Roxelane espérait qu'il n'assassinerait pas ses frères selon la tradition ottomane ;
  - le quatrième, Bayazid (1525-1561) fut cependant tué par Selim : il s'était réfugié en Perse séfévide, mais Selim parvint à le faire extrader et l'élimina pour régner seul ;
  - le cinquième, Cihangir (1531-1553), était brillant et savant mais atteint d'épilepsie ;
- Sa fille, Mihrimah (1522-1578) épousa le grand vizir, Rüstem Pacha.

Roxelane meurt le 15 avril 1558 et est enterrée dans un mausolée décoré en tuiles d'İznik décrivant le jardin du paradis, en hommage à son caractère joyeux et souriant. Son mausolée est adjacent à celui de Soliman, structure séparée et plus sobre, située dans la mosquée Süleymaniye à Istanbul.

## Roxelane dans la culture
Roxelane a inspiré aussi bien des peintures qu'une symphonie de Joseph Haydn, un opéra de Denys Sichynsky, un ballet, des pièces de théâtre, des romans, principalement en ukrainien, mais aussi en anglais, français ou allemand. On ignore son apparence : le portrait de Topkapi la représente brune, tandis que le Titien la représente blonde-rousse ; cette supposition (qui lui vaut d'avoir une espèce de primate roux qui lui est dédiée) provient peut-être d'une confusion entre les deux sens de d'adjectif italien rossa figurant sur ses portraits et pouvant signifier « russe », « ruthène » ou « rousse ».  

### Littérature
Dans son Dialogue des morts publié en 1683, Fontenelle imagine une conversation entre Roxelane et Agnès Sorel au cours de laquelle elles comparent leurs stratégies sentimentales et maritales respectives.
Robert E. Howard se sert de Roxelane comme MacGuffin motivant le personnage de Sonya la Rousse dans sa nouvelle L'Ombre du Vautour, publiée dans The Magic Carpet Magazine en 1934.
Elle a inspiré le roman de Catherine Clément La Sultane, Paris, Grasset, 1981.
Isaure de Saint Pierre a écrit la biographie de Roxelane, dans La Magnifique (Albin Michel, 2002)
Elle est le personnage principal d'une série de manga, Yume no Shizuku, Ougon no Torikago de Shogakukan, sortie en 2010.

#### Romans
- Pavlo Zahrebelnyï, Roxelane, 1980.
- Catherine Clément, La Sultane, Grasset 1981.
- Isaure de Saint-Pierre, La Magnifique, Albin Michel 2002, 357 pages  (ISBN 978-2226132529).
- Vintilă Corbul et Mircea Burada, Roxelane et Soliman, Olivier Orban 1987, 431 pages  (ISBN 2-85565-375-4).
- Colin Falconer, Les nuits de Topkapi, Pocket 1999.

#### Bande dessinée
- Les Reines de sang : Roxelane la joyeuse, scénario de Virginie Greiner, dessin d'Olivier Roman, couleur de Filippo Rizzu, Delcourt

1. volume 1, 2020  (ISBN 978-2-413-01030-2) (BNF 46546030)
2. volume 2, 2021  (ISBN 978-2-413-01029-6) (BNF 46729511)

### Cinéma

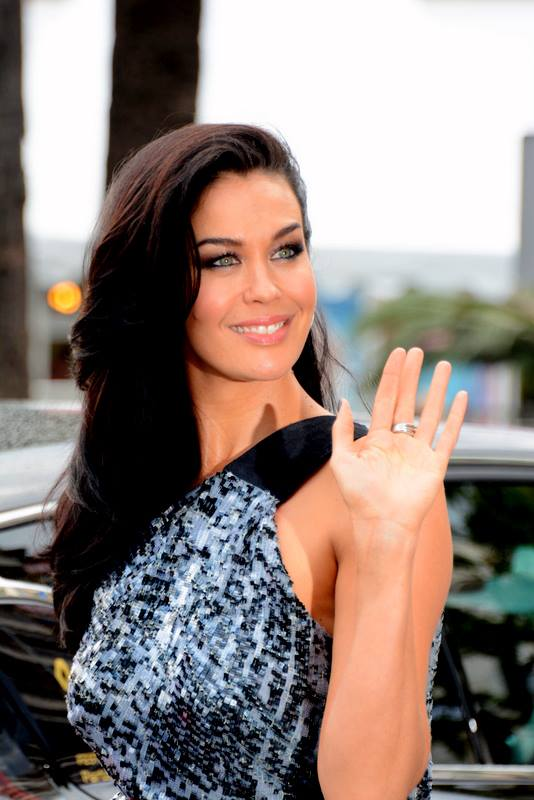
L'actrice Megan Gale incarne Roxelane dans Trois mille ans à t'attendre.

En 2022, Roxelane apparaît dans le film fantastique Trois mille ans à t'attendre. Dans ce dernier, Roxelane est incarnée par l'actrice australienne Megan Gale,.

### Télévision
Roxelane fait partie des personnages principaux de la série télévisée turque Muhteşem Yüzyıl (« Le Siècle magnifique ») qui se déroule à la cour de Soliman le Magnifique.
Ludovica Tua de la chaîne suisse RTS décrit la série comme une sorte de « soap opera » historique axée sur les relations sentimentales et les intrigues de la cour, et notamment sur la relation entre Soliman et Roxelane.
Dans la série, Roxelane est interprétée par l'actrice turco-allemande Meriem Uzerli.

## Hommages
Les thermes de Zeuxippe qu'elle a entièrement restaurés sont nommés en son honneur « Hammam Hürrem Sultan ».